# Palmiry

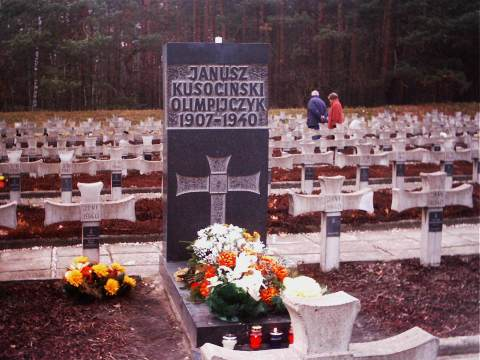
Túmulo de Janusz Kusociński

Palmiry [palˈmirɨ] é uma aldeia no distrito administativo da comuna de Czosnów, dentro do condado de Nowy Dwór Mazowiecki, Mazóvia (Voivodia), no centro-leste da Polônia. Ela fica localizado à borda da Floresta de Kampinos, aproxidamente 4 quilômetros ao sudeste de Czosnów, 11 km ao sudeste de Nowy Dwór Mazowiecki, e 23 km noroeste de Varsóvia. Em 2000, a aldeia tinha uma população aproximada de 220 pessoas.

## Execução em massa durante a ocupação alemã na Polônia
Durante a Segunda Guerra Mundial, entre 1939 e 1943, a aldeia e os entornos da floresta estavam um dos locais da Alemanha Nazista para execução em massa de Judeus, intelligentsia, políticos e atletas, morreram durante a AB-Aktion alemã na Polônia. A maioria das vítimas eram primeiramente presas e torturadas na prisão de Pawiak em Varsóvia, então depois era transferida para o campo de execução. Ao todo, cerca de 1 mil e 700 poloneses foram assassinados lá em execuções secretas entre 7 de Dezembro de 1939 e 17 de Julho de 1941.
Em 1946, os corpos foram exumados e reenterrados no novo cemitério, situado aproximadamente 5 quilômetros da vila. O local de reenterramento tem sido um mausoléu nacional polonês desde 1948.